# Эннекен, Альфред Неокль
Альфред Неокль Эннекен (фр. Alfred Néoclés Hennequin, в старых русских источниках Геннекен; 13 января 1842, Льеж — 7 августа 1887, Эпине-сюр-Сен, Сен-Сен-Дени) — французско-бельгийский драматург. Внук художника Филиппа Огюста Геннекена. Отец драматурга Мориса Геннекена.

## Биография
Окончил горную школу в Льеже. Работая на Бельгийской железной дороге, страстно увлекался драматургией и написал несколько пьес под псевдонимами Альфред Дебрун и Альфред Лебрун. На рубеже 1860—1870-х гг. перебрался в Париж, где занимался организацией трамвайного движения. В 1875 году отказался от инженерной карьеры, чтобы полностью посвятить себя драматургии.
Специализировался в жанре драматического фарса с исключительно изощрённой интригой и комбинацией сюжетных поворотов. Особенный успех выпал на долю его комедий «Три шляпы» (фр. Trois chapeaux; 1871), «Процесс Ворадьё» (фр. Procès Veauradieux; 1875) и «Розовые домино» (фр. Les dominos roses), две последние в соавторстве с Альфредом Делакуром. Современники называли такие пьесы эннекинадами (фр. hennequinade).
Вместе с Альбером Милло написал, специально для Анны Жюдик, либретто: «Niniche», «Lili», «la Femme à papa».
Злоупотреблял спиртными напитками. Последний год жизни провёл в доме для престарелых в Сен-Манде.
Несколько его комедий были экранизированы во Франции, Италии, Австро-Венгрии и Германии, в том числе: «Bébé» и «La Femme à papa» (1914), «Lili» и «Niniche» (1918), «Treno di piacere» (1924), «Opernball»
(1939 и 1956).